# Meridiochorista
Meridiochorista is een geslacht van schorpioenvliegen (Mecoptera) uit de familie Choristidae. 

## Soorten
Meridiochorista omvat de volgende soorten:
- Meridiochorista insolita (Riek, 1973)
- Meridiochorista ruficeps (Newman, 1850)